# یواس‌اس انمون (۱۸۶۴)
یواس‌اس انمون (۱۸۶۴) (به انگلیسی: USS Anemone (1864)) یک کشتی بود که طول آن ۹۹ فوت (۳۰ متر) بود. این کشتی در سال ۱۸۶۴ ساخته شد.